# Vareilles, Creuse
Vareilles är en kommun i departementet Creuse i regionen Nouvelle-Aquitaine i de centrala delarna av Frankrike. Kommunen ligger i kantonen La Souterraine som tillhör arrondissementet Guéret. År 2022 hade Vareilles 322 invånare.

## Befolkningsutveckling
Antalet invånare i kommunen Vareilles
Referens:INSEE